# Struga (gromada)
Struga – dawna gromada, czyli najmniejsza jednostka podziału terytorialnego Polskiej Rzeczypospolitej Ludowej w latach 1954–1972.
Gromady, z gromadzkimi radami narodowymi (GRN) jako organami władzy najniższego stopnia na wsi, funkcjonowały od reformy reorganizującej administrację wiejską przeprowadzonej jesienią 1954 do momentu ich zniesienia z dniem 1 stycznia 1973, tym samym wypierając organizację gminną w latach 1954–1972.
Gromadę Struga z siedzibą GRN w Strudze (obecnie w granicach miasta Marki) utworzono – jako jedną z 8759 gromad na obszarze Polski – w powiecie wołomińskim w woj. warszawskim, na mocy uchwały nr VI/10/23/54 WRN w Warszawie z dnia 5 października 1954. W skład jednostki weszły obszary dotychczasowych gromad Nadma i Struga ze zniesionej gminy Pustelnik w tymże powiecie. Dla gromady ustalono 23 członków gromadzkiej rady narodowej.
31 grudnia 1959 z gromady Struga wyłączono (a) wieś Nadma, włączając ją do gromady Radzymin oraz (b) miejscowość Struga, włączając ją do osiedla Marki w tymże powiecie, po czym gromadę Struga zniesiono.